# Marketingforschung
Marketingforschung (en: Marketing Research) bezeichnet die Erforschung der Wirkungen von Marketingsituationen und der Situation des Marketing.
Die Marketingforschung ist unterteilt in:
- interne Marketingforschung (Unternehmensinterner Einflussbereich des Marketings, z. B. Lagerhaltung, Finanzierung und Logistik/Versand, welche nur indirekt eine Verbindung zum Absatzmarkt darstellen), und
- externe Marketingforschung (alle direkt auf den Absatzmarkt bezogenen Aktivitäten). Durch die Schnittmenge zur Marktforschung wird hier von Absatzmarktforschung gesprochen.

Generell verfolgt sie das Ziel, Trends und Moden und damit Chancen und Risiken für den Unternehmenserfolg rechtzeitig zu erkennen. Grundlage dafür ist die Verbesserung der Informationsversorgung der Entscheidungsträger. Neben der Erforschung von Marketinginstrumenten wird auch das Verhalten von Kunden und sonstigen Einflussgruppen untersucht. Die Erforschung der Mitbewerber und des Unternehmensumfeldes sind ebenfalls Bestandteil der Marketingforschung.